# Monnickendam
 (décembre 2023).
Si vous disposez d'ouvrages ou d'articles de référence ou si vous connaissez des sites web de qualité traitant du thème abordé ici, merci de compléter l'article en donnant les références utiles à sa vérifiabilité et en les liant à la section « Notes et références ».
Monnikendam est une ville de la province de Hollande-Septentrionale dans la commune de Waterland. Elle est située sur le bord de l'IJsselmeer.

## Histoire
Monnickendam a été fondée à l'endroit où une rivière de tourbe se jetait dans l'Almere, prédécesseur de la Zuiderzee jusqu'au XIIIe siècle. Un barrage a peut-être été construit ici par des moines prémontrés du monastère frison de Mariëngaarde.[2] Le château de Zwanenburg (ou Swaensborch) s'élevait sur ce site vers 1275.[3] Monnickendam a été mentionné pour la première fois en 1288.[4]
La ville reçut ses privilèges urbains de Guillaume, comte de Hollande et de Zélande, en 1355.
En 2016, la ville comporte 9 830 habitants.
Historiquement, Monnikendam faisait un grand commerce d'anchois et de harengs.

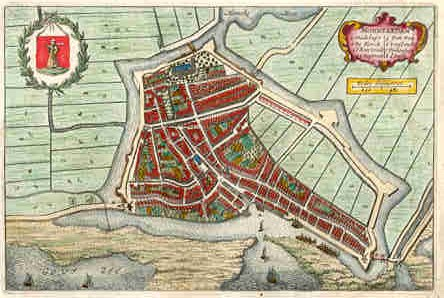
Carte de la ville par Joan Blaeu, 1649.
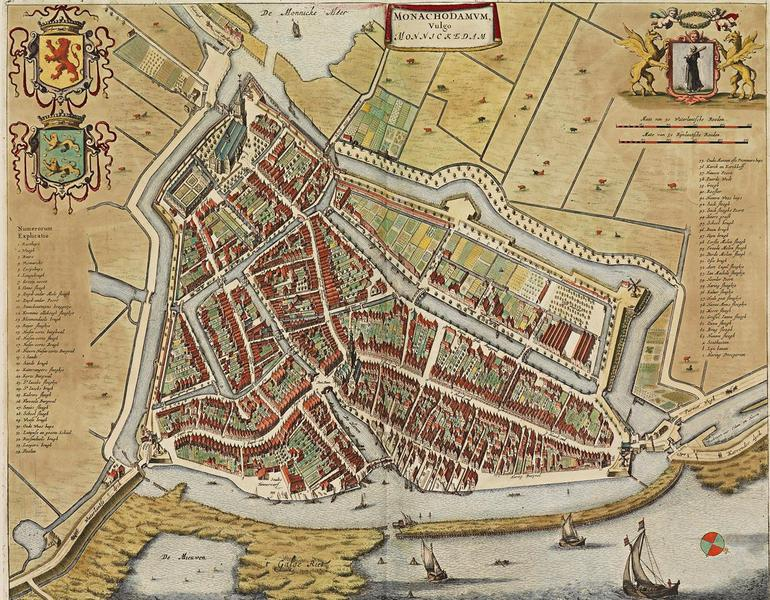
Carte de Monnickendam par le cartographe Frederik de Wit, datée vers 1698.
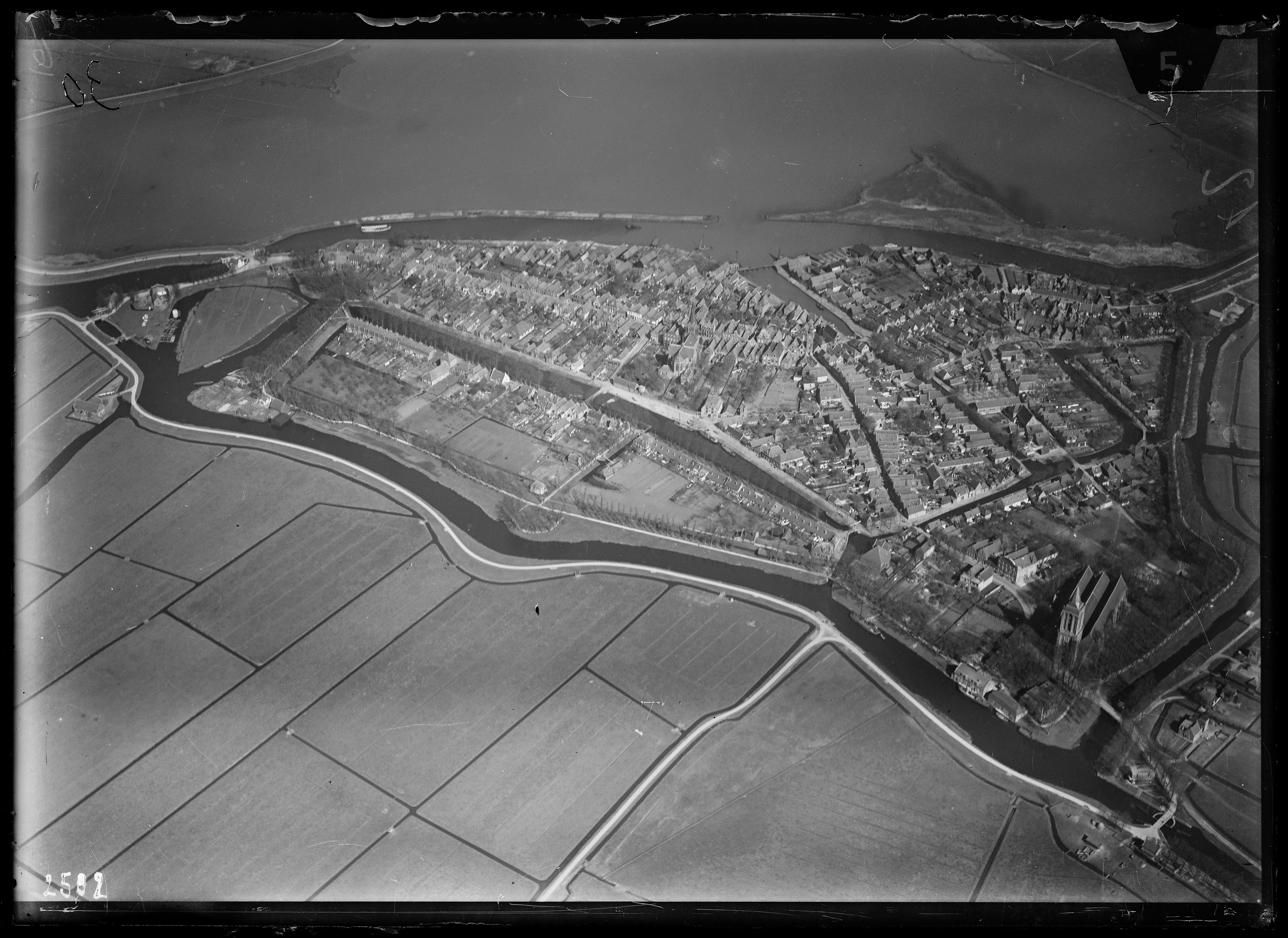
Vue aérienne de la ville entre 1920 et 1940.

### Origine du nom
Il y a deux explications possibles pour ce nom :
- des tourelles en pierre, appelées dames en français, étaient parfois placées sur les barrages situés dans les douves des forteresses pour en rendre difficile la traversée (illégale ou offensive). Parce que ces tourelles étaient aussi appelées moines (monnicken en néerlandais), Monnickendam aurait pu en prendre le nom : le « barrage aux moines ».

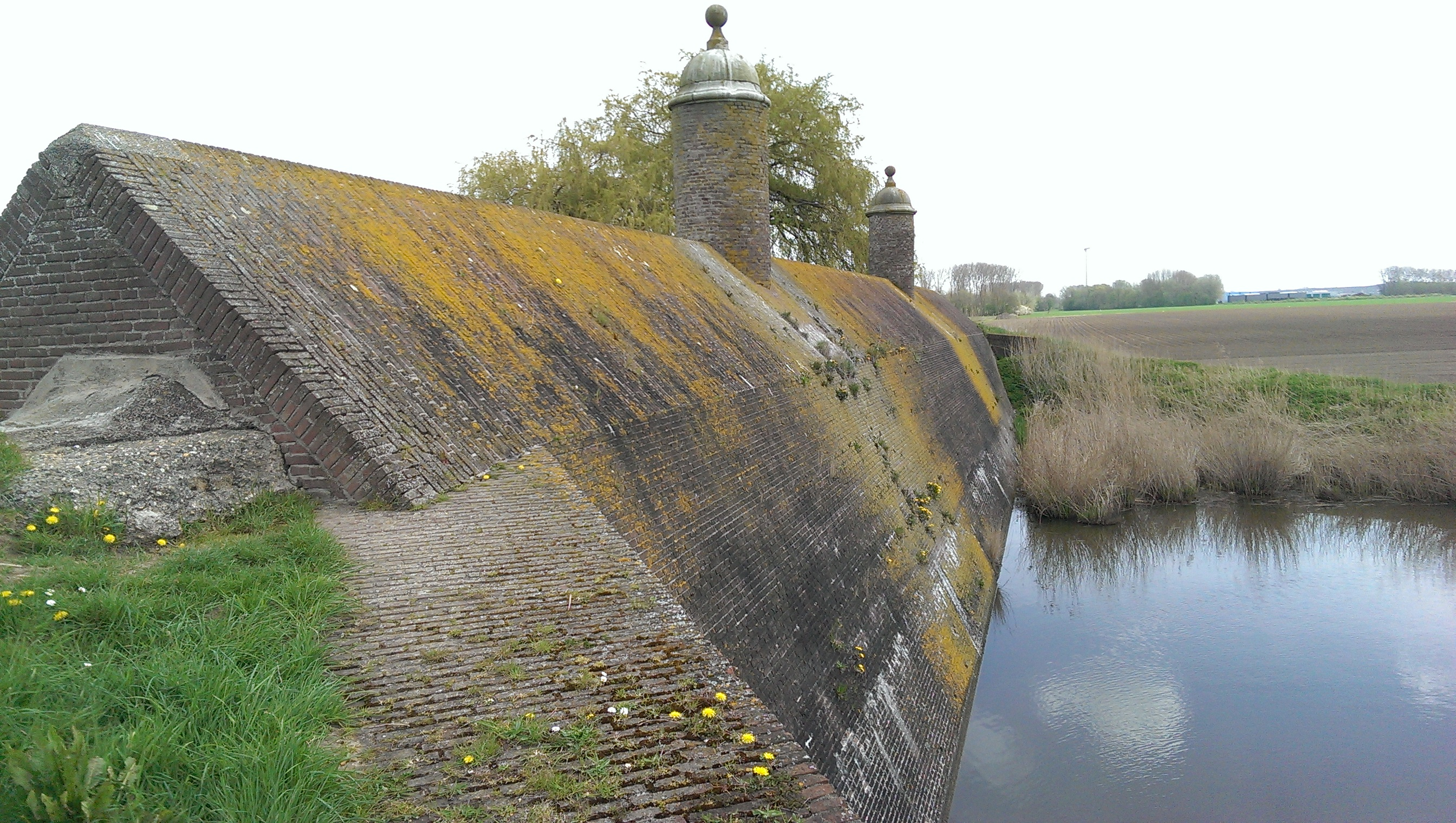
Des « moines » (ou dames) sur le barrage du Stenen Poppen à Klundert.

- Jusqu'au XIIIe siècle, la région était sous l'influence du monastère frison norbertin Mariëngaarde. Les moines de ce monastère ont peut-être donné son nom à Monnickendam. Un moine apparaît dans les armoiries de la ville.

### Privilèges urbains
Le 25 février 1355 – au lendemain de la Saint-Matthieu – Monnickendam obtint des chartes et privilèges, également appelés droits de cité, du comte de Hollande Guillaume III. Monnickendam a obtenu d'importants privilèges, qui ont ainsi mis le village à la hauteur d'autres villes de Hollande. Le village de Monnickendam formait son propre cercle juridique avec sa propre législation, son propre système judiciaire et sa propre administration. Cela a marqué le début d’une nouvelle ère de croissance. Une église a été construite au carrefour des trois voies Kerkstraat, Noordeinde, Middendam. De nos jours, il ne reste que la Speeltoren (nl).
En 1356, l'expansion du village en ville commença et vers 1400 un monastère nommé Mariëngaarde fut construit près de l'actuelle église Saint-Nicolas (nl). Cet édifice religieux ou Grande église (Grote Kerk) a été construit après 1400.
Il n'est pas si facile de se faire une bonne idée de Monnickendam au XIVe siècle, car aucune image n'en a été conservée. Nous savons qu'à cette époque, Monnickendam avait clairement une fonction de centre administratif ou économique et une population suffisante pour justifier de lui accorder les droits de cité.
En 1575, les murs de la ville sont remplacés par un rempart comportant quatre portes et quatre bastions. Le cimetière juif fut ensuite construit sur le bastion devant la Zuiderpoort (ou porte Sud) ; un vestige de l'enceinte y est encore présent. Un sentier pédestre faisant le tour de la ville historique témoigne encore de son emplacement.
Le gibet de Monnickendam était situé au lieu nommé 't Galge Riet, devant le port. L'objectif était de donner un exemple dissuasif aux marins qui entraient dans le port de Monnickendam.

### Incendie urbain
Dans les années 1499 et 1513, la ville fut touchée par deux graves incendies. Après le premier incendie, seule une centaine de maisons et la « Grande église » ont été préservées. Dans le deuxième incendie, comme lors du premier incendie, seuls l'église, un monastère de femmes et quelques maisons voisines ont été préservés. À l'exception de la Speeltoren, qui a également été rénovée et adaptée à plusieurs reprises, il ne reste actuellement aucun bâtiment datant de 1355 à Monnickendam.

### Peste noire
La peste fit rage en 1451 et en 1513. Lors de cette dernière année, l'épidémie fit rage de la Pentecôte à octobre.

### Activité économique
L'écoulement continu de l'eau de l'ancienne Zuiderzee vers le lac Purmer Ee (nl) (cette étendue d'eau était en relation directe avec les lacs sous-jacents tels que Purmer, Beemster, Schermer jusqu'à Alkmaar) permettait aux grands navires de mer de faire escale à Monnickendam. En conséquence, Monnickendam a maintenu un commerce florissant avec les pays de la mer Baltique. Le Purmer Ee a été fermé par le Nieuwendam (nl) en 1401, la navigation vers les lacs passait alors par Edam.
Après 1575, la ville connut une période de prospérité. Aujourd'hui, les bâtiments et les noms de rues rappellent encore l'activité de cette époque. Il existe des dizaines de bâtiments monumentaux dans le centre-ville. Le bâtiment De Waag rappelle les fromageries et différents noms de rues représentent des professions spécifiques. Le chantier naval actuel de Hakvoort est le seul encore présent à Monnickendam. Parmi les dizaines de fumoirs et de d'usines de préparation de poisson, il n'en reste qu'un, Gebr. de Boer dans la Havenstraat, après le départ du fumoir à saumon Steur en 2021. Ce dernier a céder la place au lotissement établi sur le Galgenriet.
En 1633, les échanges commerciaux avec Amsterdam s'intensifient via un canal nouvellement creusé (via Broek in Waterland et Buiksloot). Le canal de Monnickendam à Hoorn via Edam est entré en service en 1664. À Waterland, un programme d’élevage de bétail nettement orienté vers les zones urbaines a débuté. Jusque dans les années 1960, Monnickendam comptait également une dizaine de fermes au sein même de son enceinte, mais il n'en reste plus une seule.
Aux XVIe, XVIIe et XVIIIe siècles, Monnickendam, comme Edam et Purmerend, était l'une des villes électorales de la région Hollande, ce qui lui permettait d'exercer une influence au niveau régional. Une période de stagnation s'ensuit aux XVIIIe et XIXe siècles. Monnickendam n'a pas une grande tradition en matière de pêche. Sa position en matière d'approvisionnement et de manutention était beaucoup plus forte. La ville possède des chantiers navals actifs depuis le XVIe siècle. La transformation du poisson était certainement une activité importante dans la seconde moitié du XIXe siècle et au début du XXe siècle, avec un grand nombre de fumoirs traitant le poisson pêché sur le Zuiderzee.[5][6] Deux fumoirs historiques ont été transférés au musée de la Zuiderzee à Enkhuizen.[7] Après la fermeture de la Zuiderzee, la transformation du poisson a disparu tandis que les sports nautiques récréatifs se sont fortement développés.

### Municipalité de Monnickendam
Depuis la République batave (1795-1806), villages et villes sont assimilés dans une nouvelle forme de gouvernement appelée municipalité, à l'instar de l'exemple français. Les armoiries municipales ont été officiellement établies en 1816. Au milieu du XIXe siècle, Monnickendam comptait environ 2 500 habitants, dont plus de 99 % vivaient et travaillaient à l'intérieur des anciens murs de la ville.
Jusqu'en 1940, certaines parties de la ville furent rénovées et de nouvelles constructions eurent lieu dans la vieille ville. Après 1959, la ville s'étend vers le sud. Monnickendam a été agrandi avec les quartiers suivants : Oranjewijk, Markgouw, Ringshemmen, Ooster Ee, Binnengouw et Buitengouw (par ordre de construction). Monnickendam compte environ 9 440 habitants.[1]

### Municipalité de Waterland
La commune de Monnickendam a été fusionnée avec la commune de Waterland en 1991. L'hôtel de ville, conçu par Alberts en Van Huut, est situé sur Pierebaan.

## Monuments
- L'église protestante Saint-Nicolas (ou Grote Kerk) est de style gothique et a été bâtie en 1420. Elle contient en son sein trois vaisseaux de largeur et de hauteur égales. Un grillage de baptistère en chêne datant de 1562 se trouve devant le chevet, ce grillage est remarquablement sculpté.
- La tour de l'ancien hôtel de ville (Speeltoren) date de 1591 et s'enorgueillit d'un carillon avec figures animées.
- Le Poids public (Waag) date du XVIe siècle et est orné d'un pignon à volutes.
- L'hôtel de ville (Raadhuis) date du XVIIIe siècle, et s'accompagne d'un beau pignon d'inspiration rocaille[2].

## Galerie

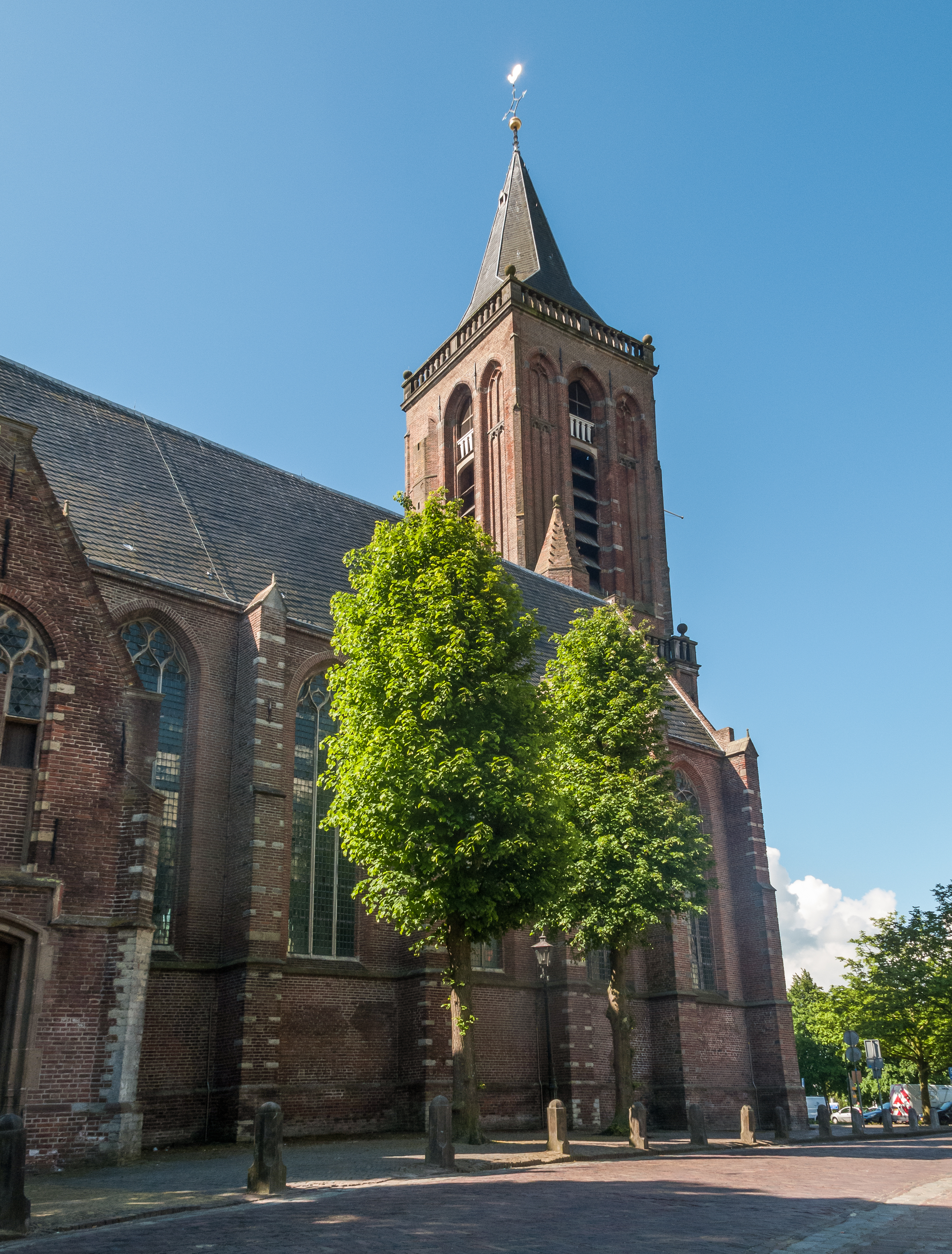
Église Saint-Nicolas.
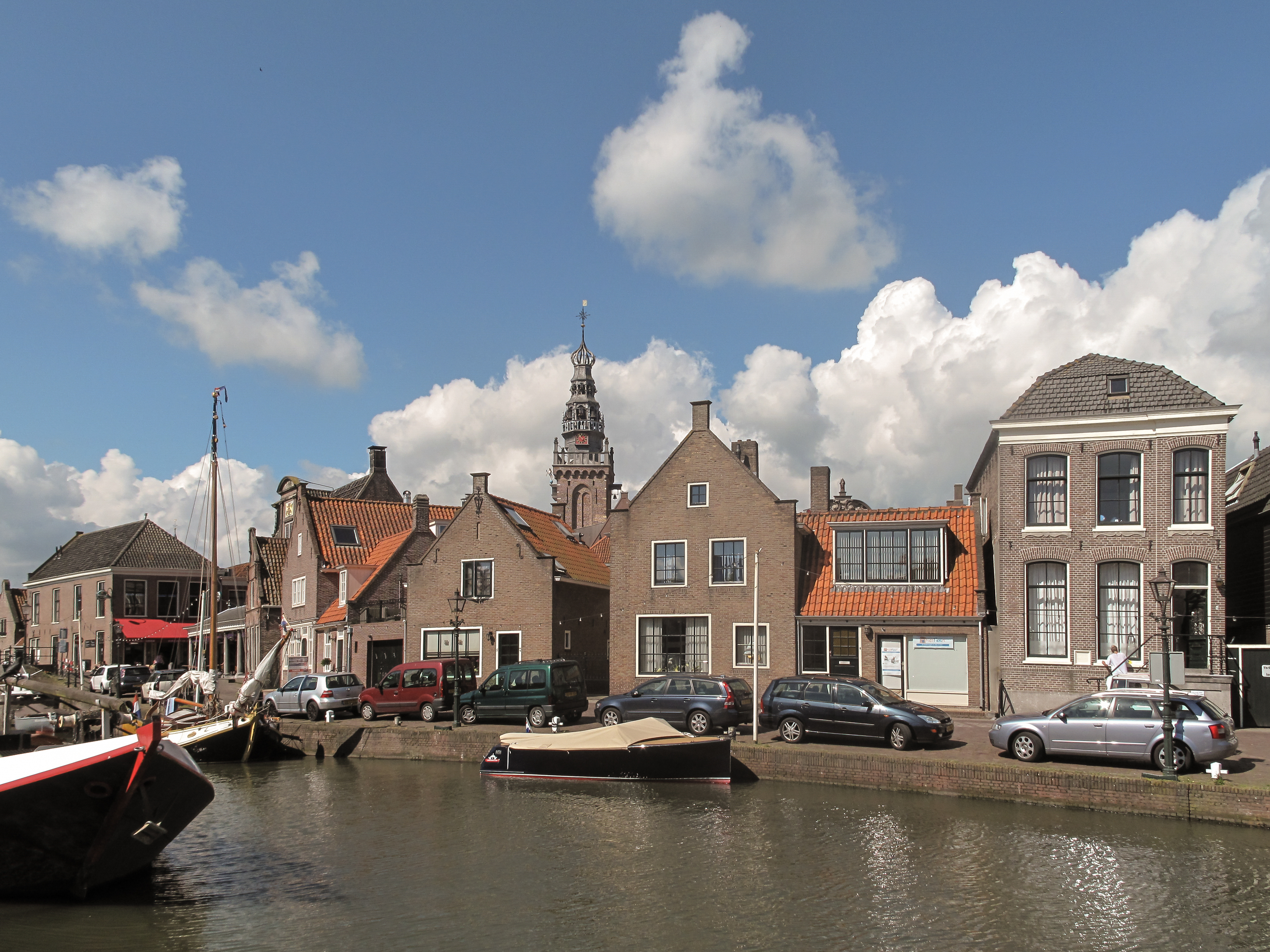
Vue sur le port.
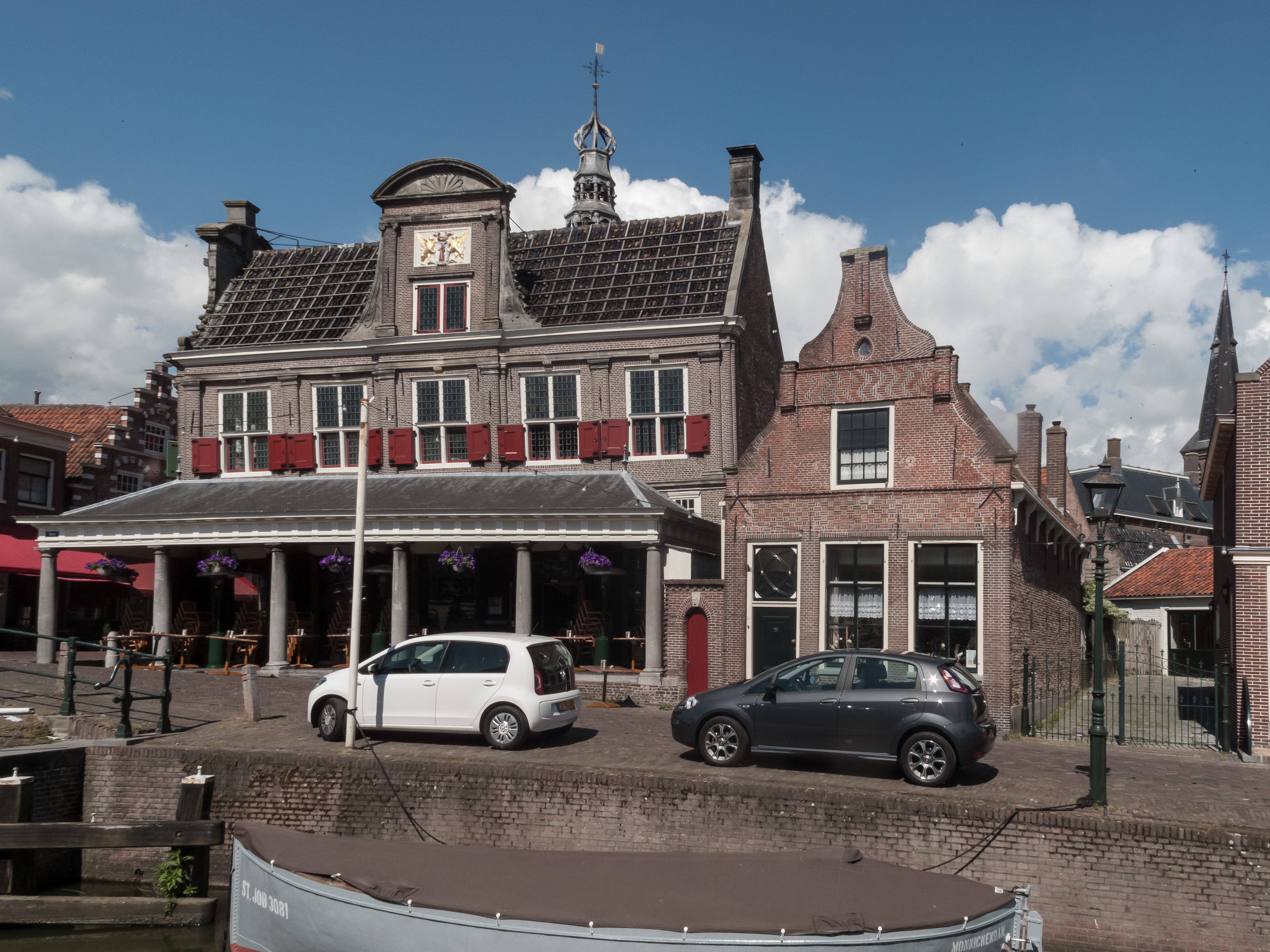
De Waag et bâtiments anciens.
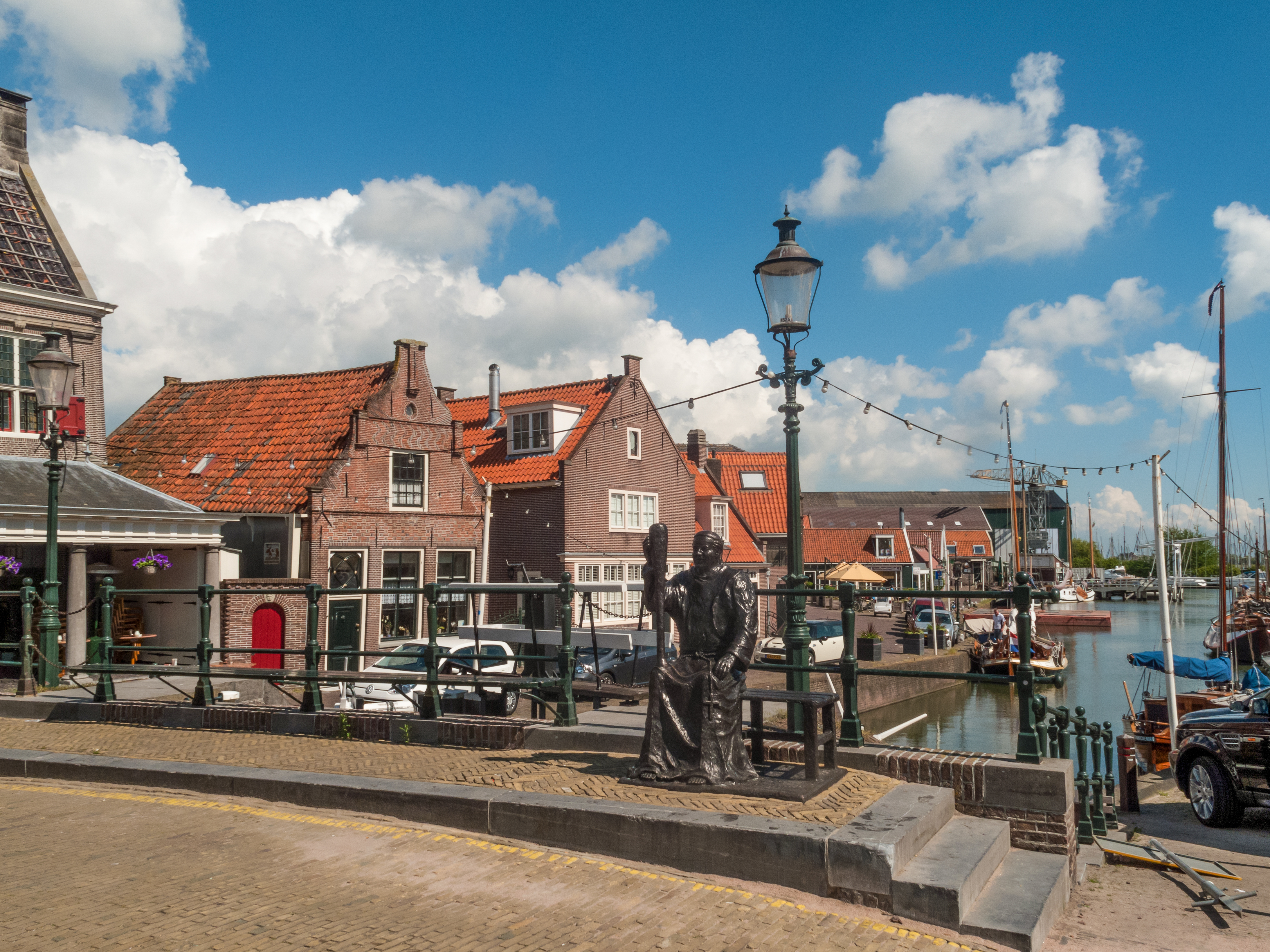
Sculpture du moine sur le pont près De Waag.
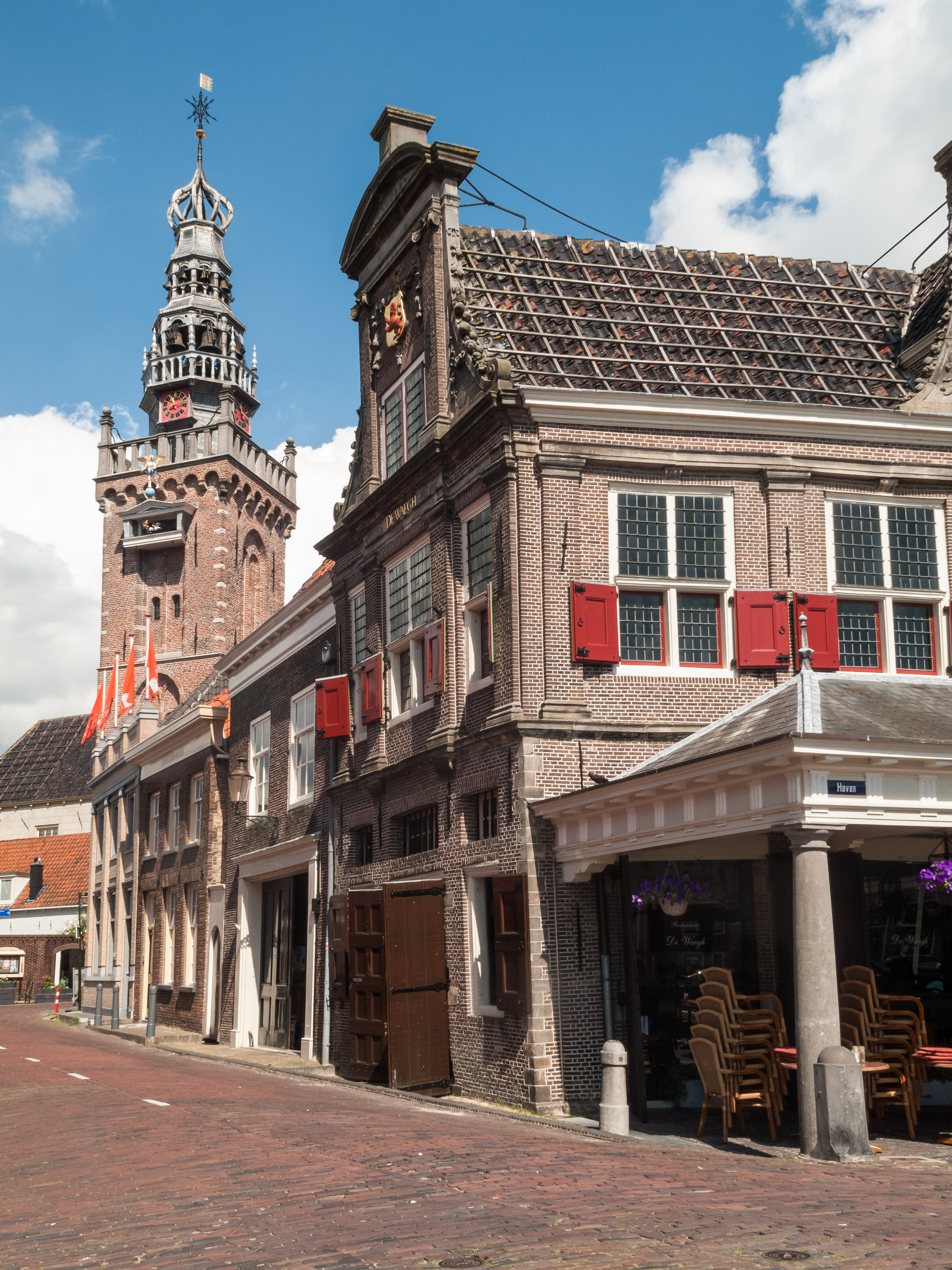
Tour (de Speeltoren) et De Waag.
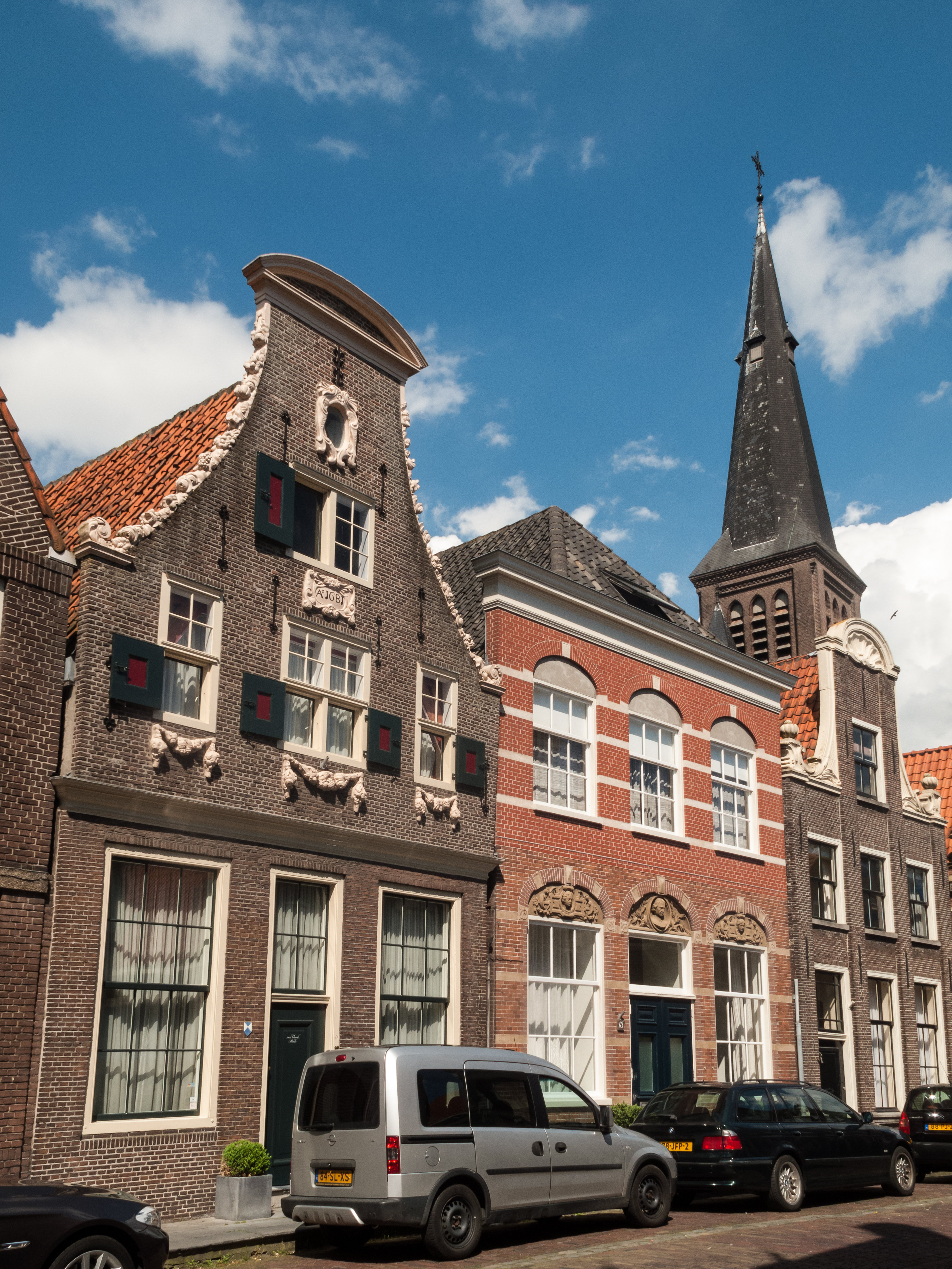
Vue dans la rue (het Noordeinde).
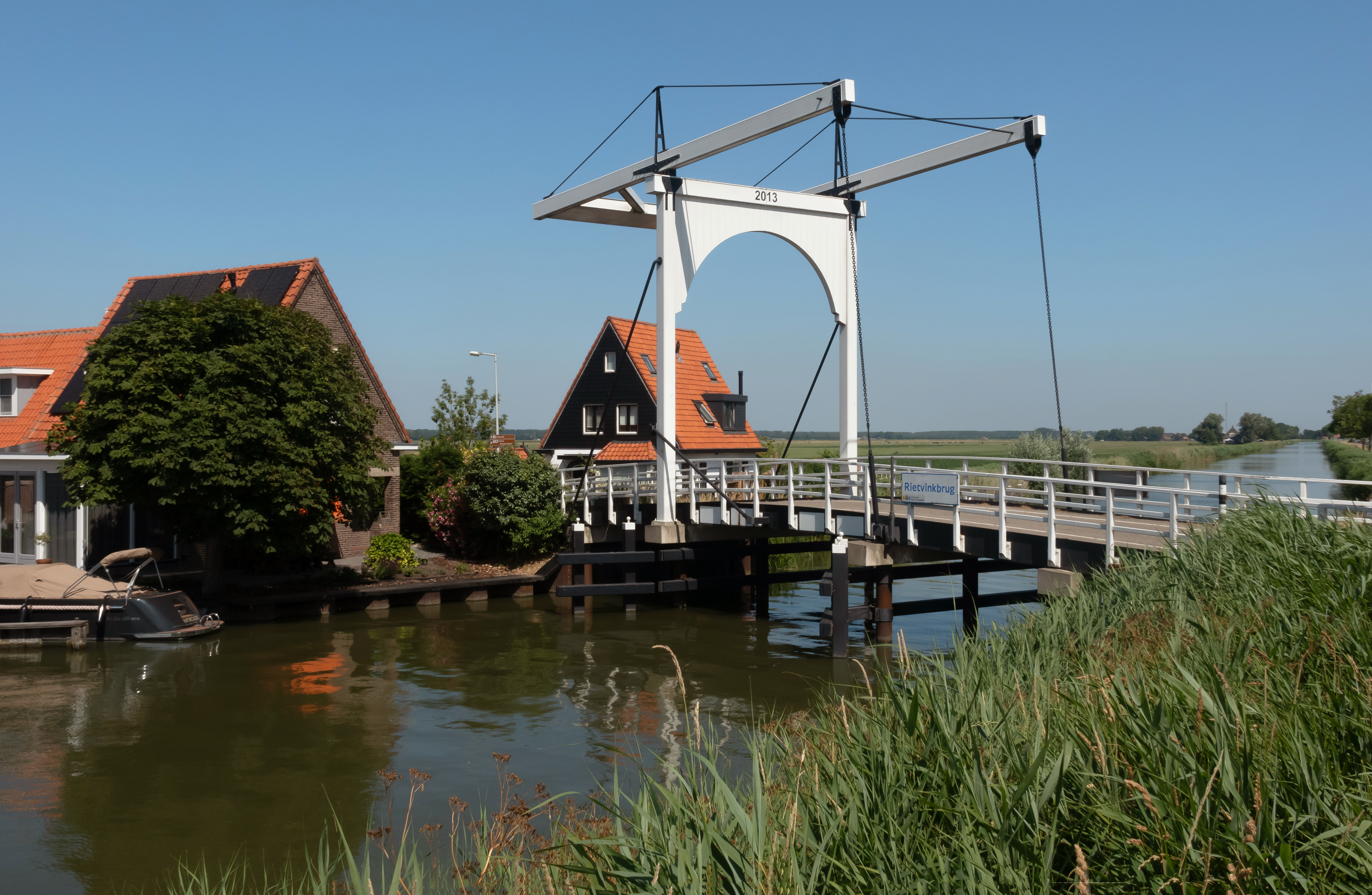
Le pont-levis : le Rietvinkbrug
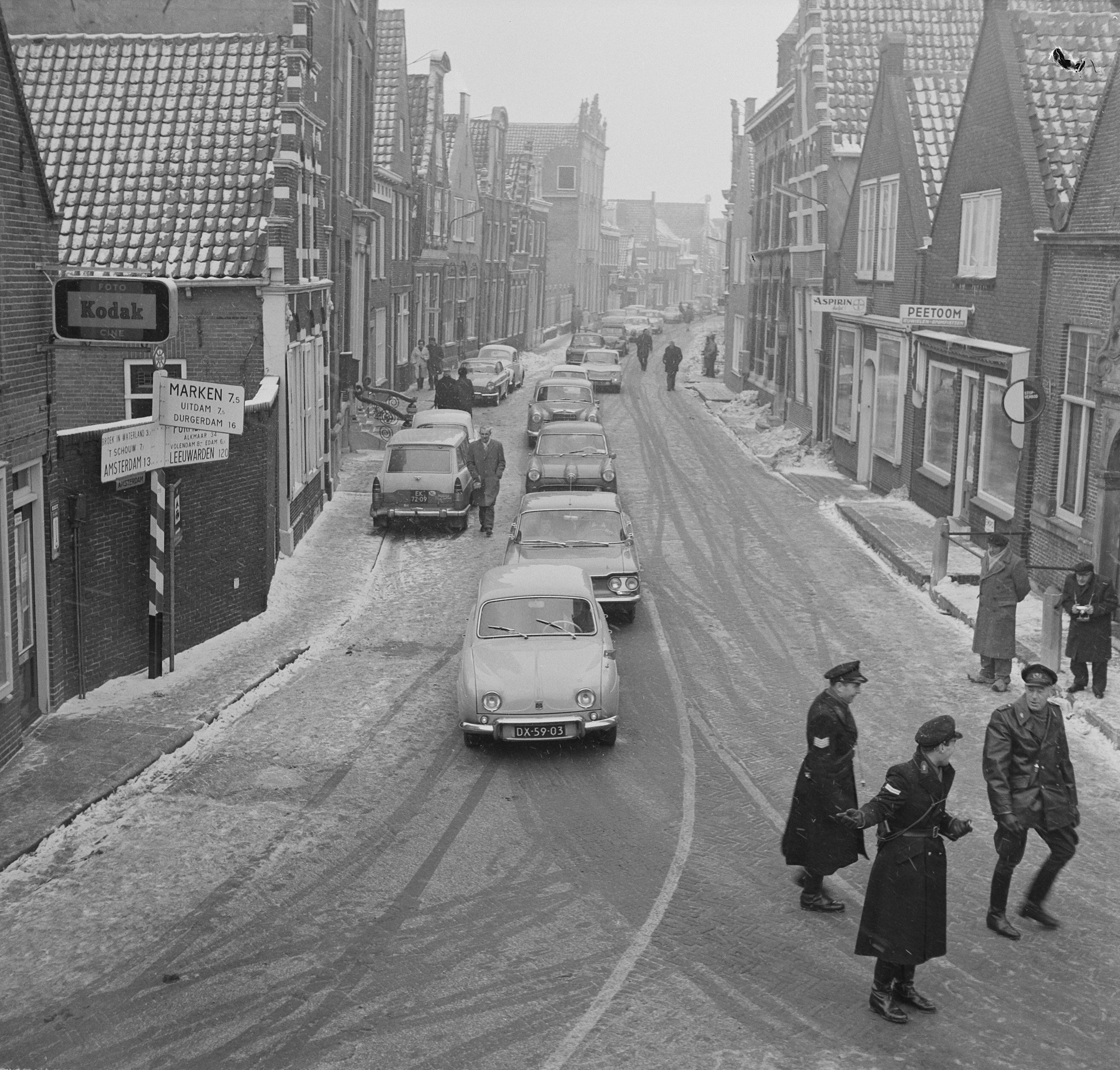
Monnickendam autrefois : animation dans une rue enneigée, le 12 janvier 1963.
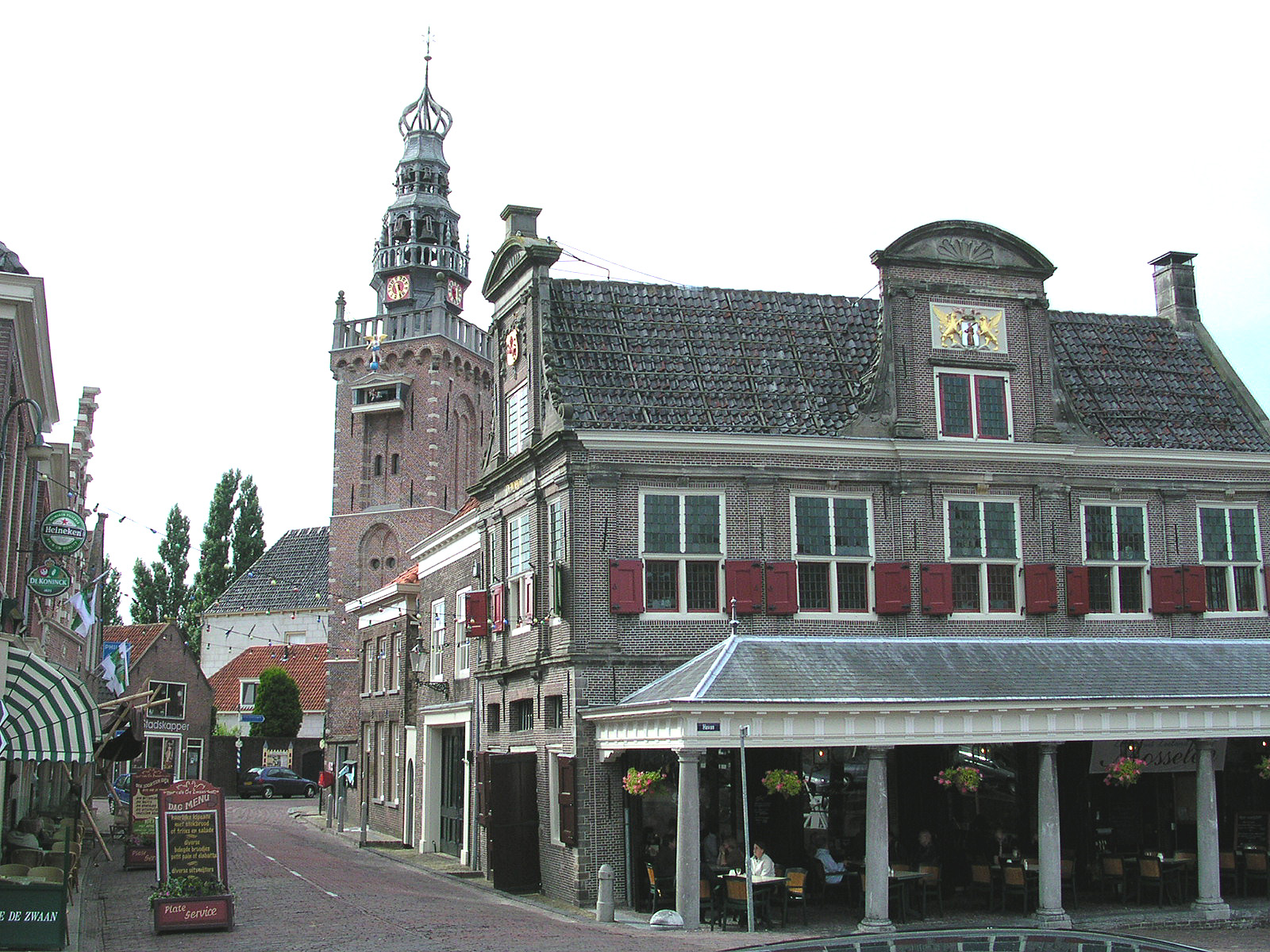
Monnickendam, vers 2005.

## Personnages
- Cornelis Dirkszoon (nl), maire pendant la guerre de Quatre-Vingts Ans.
- Pieter Florisse (nl) (1602 ou 1606 – 8 novembre 1658) était un amiral néerlandais du XVIIe siècle. Son nom est également donné comme Florissen, Floriszoon ou Florisz. Né et vivant à Monnickendam jusqu'à son déménagement à Hoorn en janvier 1654.
- Hermann Jung (1608 ou 1609 - 1678), né à Brokreihe[-Nord] (actuellement Hodorf, Schleswig-Holstein en Allemagne), mort à Monnickendam. Il fut pasteur à Monnickendam de 1641 à 1678. Il était ami de Jan Amos Comenius[3].
- Wendelmoet Claesdatter (nl), première femme martyre de la Réforme. Condamné au bûcher à La Haye en 1527.
- Simon Lambrechtszoon Mau, skipper du Duyfken, qui a accompagné la première expédition aux Indes néerlandaises, en empruntant la route Om de Zuid, soit autour de l'Afrique.